# موزه کاتسوشیکا شیباماتا تورا-سان

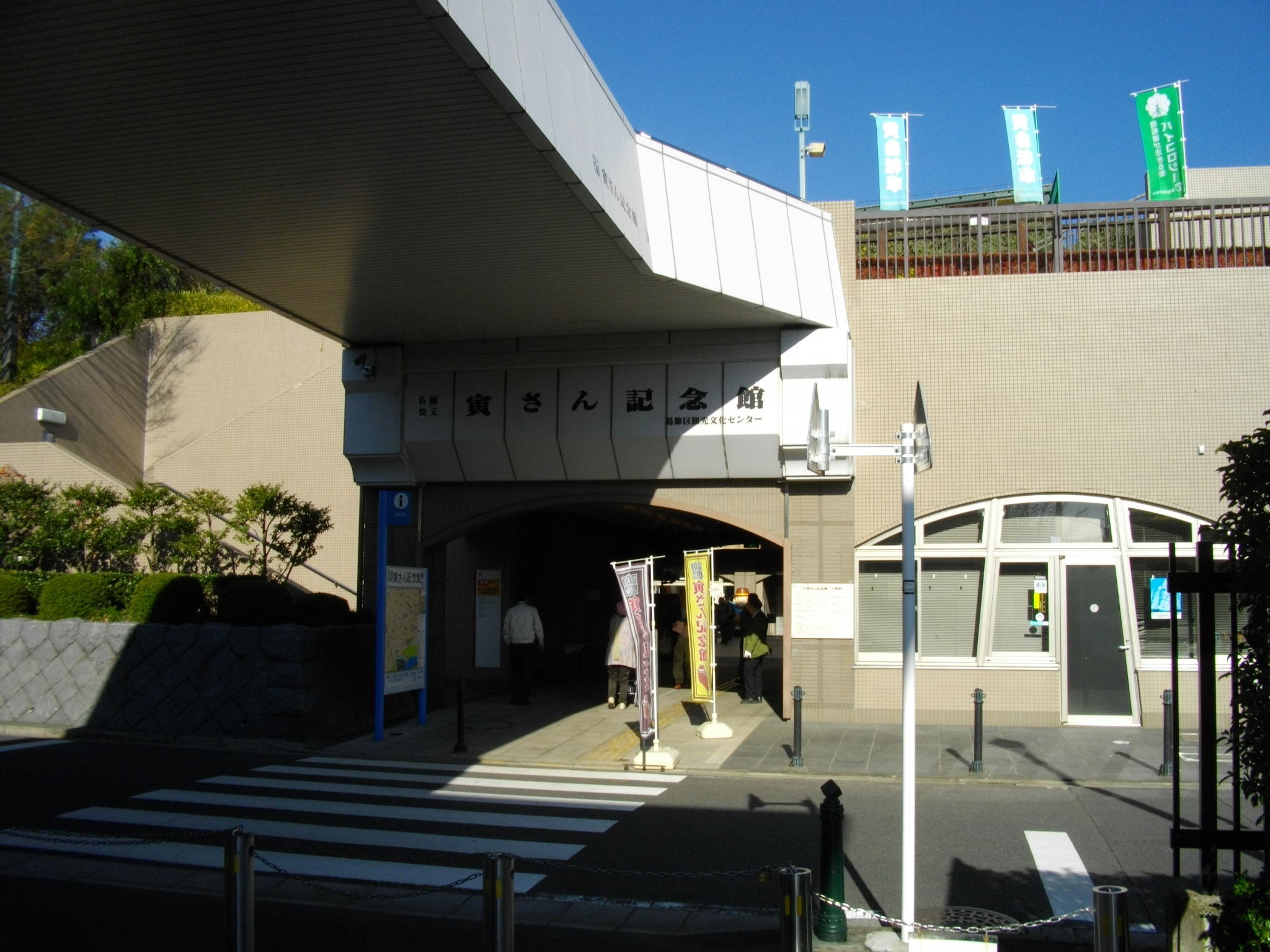

موزه کاتسوشیکا شیباماتا تورا-سان (به ژاپنی: 葛飾柴又寅さん記念館)، این سالن یادبود در شیباماتا، بخش کاتسوشیکا، توکیو واقع شده‌است. صحنه سریال «اوتوکو وا تسورای یو» به تهیه کنندگی و توزیع شیباماتا شوچیکو است و جهان‌بینی و مطالب مختلف تکثیر و به نمایش گذاشته می‌شود. همچنین موزه یوجی یامادا را در خود جای داده‌است که از کارگردانان فیلم همان مجموعه تقدیر می‌کند.
- افتتاحیه: ۱۹۹۷–۱۶ نوامبر
- ساعت کاری: ۹:۰۰ الی ۱۷:۰۰ (ورودی ۳۰ دقیقه قبل از بسته شدن)
- تعطیلی: سه شنبه سوم (اگر سومین سه شنبه به [تعطیلات] برسد، روز هفته بعد تعطیل خواهد بود) و سومین سه شنبه، چهارشنبه و پنجشنبه دسامبر
- هزینه پذیرش: ۵۰۰ ین برای بزرگسالان، ۳۰۰ ین برای کودکان و دانش آموزان، ۴۰۰ ین برای سالمندان، ۴۰۰ ین برای گروه‌ها (عمومی) *رایگان برای معلولان

- بلیت‌های ورودی قبلی برای سالن یادبود در ایستگاه‌های اصلی راه‌آهن برقی کیسی (ایستگاه کیسی اوئنو، ایستگاه ترمینال ۱ فرودگاه ناریتا و غیره فروخته می‌شود). (۴۵۰ ین برای بزرگسالان، ۲۷۰ ین برای کودکان و دانش آموزان)